# Надба
Надба (арапски: الندبه) је уметност вокалног наслеђа и културни церемонијални бојни поклич пореклом из Шихуха, арапског племена које насељава Руус Ал Џибал (полуострво Мусандам) у источној Арабији. То је познати културни плес у Уједињеним Арапским Емиратима, посебно у Рас ел Хајма. Иако је бојни поклич, његова употреба није ограничена током борбе, али се данас обично изводи на церемонијама, венчањима, гозбама и у част гостију. Изводи га група припадника племена, који обично бирају вођу (названог Надиб - арапски: النديب) да предводи борбени поклич. 

## Племе Шухух
Шухух је арапско племе чија лоза, према историји, сеже до Лакита бин ал-Харита бин Малика бин Фахма. Њени чланови су познати по својој концентрацији у највишим планинским пределима који гледају на Ормуски мореуз, а протежу се од острва Салама и Дана на северу, до Џабал Хабса на југу, Дибе на истоку и Ад-Дараха и Шама на западу. То је географска област у којој се границе, бране, равнице, долине, планински висови и заливи преклапају између Уједињених Арапских Емирата и Султаната Оман. Племе је било штит и прва линија одбране целог региона током векова, поготово у супротстављању Персијанцима и Португалцима.

## Извођење
Борбени поклич се изводи тако што вођа подиже леву руку преко груди до уста, а десну руку савијену изнад и иза главе, затим исправља и савија подигнуту руку, док завија у узлазној и силазној скали на арапском према стиховима од Al Shehhi Al Mayhob док околни саплеменици, који формирају круг око вође (звани Кабкуб - арапски: كبكوب), певају на стихове Ho..Ho..Ho (скраћена реч Алаху). Други крик је Shu..Hu.. Al-Shahi Al-Mahib Wahu.. Shu..Hu..Hu Waw..He. Чланови који изводе церемонију зову се Радида (арапски: الرديدة).
Према принципима ове традиционалне уметности, потребно је да у њеном извођењу учествују најмање три мушкарца, а не више од десет. Ако је број већи од тога, они формирају други и трећи круг, и тако даље. Вођа, популарно познат као Надиб, подиже десну руку, машући њоме више пута док је савијена и близу десне стране главе, близу уха, док левом руком покрива друго уво.
Вођа мора имати искуство и вокални домет. Мора бити обучен у овој врсти уметности. Чланови племена изводе 3 чина, са паузом од 30 минута између. Вођа завршава „касром“, која је последњи чин, изговарањем „Шу Ху“ и понавља га 3 узастопна пута, а то је првобитно понављање речи „Алах“.